# Piotruś Pan (serial animowany)
Piotruś Pan (jap. ピーターパンの冒険 Peter Pan no Bōken) – japoński serial animowany z 1989 roku wyprodukowany przez wytwórnię Nippon Animation. Ekranizacja powieści Jamesa Matthew Barriego Przygody Piotrusia Pana. Serial należący do cyklu World Masterpiece Theater. W Polsce emitowany na początku lat 90. przez TVP2 z polskim dubbingiem.

## Postacie

### Protagoniści
- Peter Pan (jap.  ピ ー タ ー · パ ン   Pita Pan) – główny bohater serialu. Chłopiec, który nigdy nie dorósł. Potrafi latać.
- Wendy Moira Angela Darling (jap.  ウ ェ ン デ ィ · モ イ ラ ー · ア ン ジ ェ ラ · ダ ー リ ン グ  Uendi Moirā Anjera Dāringu) – najstarsza z trójki rodzeństwa. Odlatuje razem z braćmi do Nibylandii z Piotrusiem Panem.
- John Julian Darling (jap.  ジ ョ ン · ジ ュ リ ア ン · ダ ー リ ン グ  Jon Jurian Dāringu) – młodszy brat Wendy. Darzy uczuciem Tygrysią Lilię.
- Michael Darling (jap.  マ イ ケ ル · ダ ー リ ン グ  Maikeru Dāringu) – najmłodszy brat Wendy, jest bardzo odważny jak na swój wiek.
- Dzwoneczek (jap.  テ ィ ン カ ー · ベ ル  Tinka Beru; ang. Tinker Bell) – wróżka, towarzyszka Piotrusia Pana. Często nazywana Dzyń (jap.  テ ィ ン ク  Tinku; ang. Tink). Z początku jest zazdrosna o Wendy.
- Tygrysia Lilia (jap.  タ イ ガ ー リ リ ー  Taigā Rirī) – indiańska księżniczka, w której John zaczyna się zakochiwać.

Trójka zagubionych chłopców:
- Curly (jap.  カ ー リ ー  Kārī) – jeden z zagubionych chłopców. Jest mały i nosi garnek na głowie.
- Slightly (jap.  ス ラ イ ト リ ー  Suraitorī) – jeden z zagubionych chłopców. Jest bardzo gruby, nosi szeroki biały płaszcz i białą czapkę z uszami królika. Jest doskonałym wynalazcą.
- Tootles (jap.  ト ー ト ル ズ  Tōtoruzu) – jeden z zagubionych chłopców. Jest wysoki i chudy.

### Antagoniści
Piraci:
- Kapitan Hak (jap.  フ ッ ク 船長  Fukku Senchō) – główny złoczyńca, przywódca piratów. Pragnie pokonać Piotrusia Pana. Boi się krokodyla.
- Smee (jap.  ス ミ ー  Sumi) – stary pirat, który służy pod dowództwem Kapitana Haka.
- Bill (jap.  ビ ル  Biru) – jeden z najsilniejszych piratów. Wysoki i gruby.
- Cecco (jap.  チ ェ ッ コ  Chekko) – przywódca piratów, gdy nie ma w pobliżu kapitana Haka. Jest niskiego wzrostu. Trzyma wiele noży w swoim kapeluszu.
- Alf Menson (jap.  ア ル フ · メ ン ソ ン  Arufu Menson) – pirat, który nosi opaskę na prawym oku.
- Starky (jap.  ス タ ー キ ー  Sutākī) – tchórzliwy pirat. Ma piegi.
- Robert (jap.  ロ バ ー ト  Robāto) – pirat obsługujący pokładową artylerię Kapitana Haka.

Ciemność:
- Luna (jap.  ル ナ  Runa) – potężna księżniczka światła, z ciemną i potężną alter ego.
- Darkness / Sinistra / Ciemność (jap.  ダ ー ク ネ ス  Dākunesu) – zła Królowa Ciemności. Posiada trzech popleczników, którzy wykonują jej polecenia.

## Wersja japońska

### Obsada (głosy)
- Noriko Hidaka – Piotruś Pan
- Naoko Matsui – Wendy
- Kyoko Hamura – John
- Yuriko Fuchizaki – Michael
- Maria Kawamura – Tygrysia Lilia / Luna
- Sumi Shimamoto – Dzwoneczek
- Hisako Kyōda – Ciemność

Głosy zagubionych chłopców:
- Yuko Mitsuda – Curly
- Hiroko Emori – Slightly
- Kazue Ikura – Tootles

Głosy piratów:
- Chikao Ōtsuka – Kapitan Hak
- Ken’ichi Ogata – Smee
- Daisuke Gōri – Bill
- Kōichi Yamadera – Cecco
- Tesshō Genda – Alf Menson
- Masato Hirano – Starky
- Issei Futamata – Robert

## Spis odcinków
| N/o            | Polski tytuł | Angielski tytuł                   |
| -------------- | ------------ | --------------------------------- |
|                |              |                                   |
| SERIA PIERWSZA |              |                                   |
|                |              |                                   |
| 01             |              | Who is Peter Pan?                 |
|                |              |                                   |
| 02             |              | The Lost Shadow                   |
|                |              |                                   |
| 03             |              | Neverland                         |
|                |              |                                   |
| 04             |              | The Captain                       |
|                |              |                                   |
| 05             |              | Smee's Sewing Machine             |
|                |              |                                   |
| 06             |              | John the Pirate                   |
|                |              |                                   |
| 07             |              | The Neverbird Egg                 |
|                |              |                                   |
| 08             |              | The Clock                         |
|                |              |                                   |
| 09             |              | Birthday Everyday                 |
|                |              |                                   |
| 10             |              | John Falls in Love                |
|                |              |                                   |
| 11             |              | Hook's Mother                     |
|                |              |                                   |
| 12             |              | Scary Stories                     |
|                |              |                                   |
| 13             |              | Peter Pan Captured                |
|                |              |                                   |
| 14             |              | Brave Little Michael              |
|                |              |                                   |
| 15             |              | Cecco the Traitor                 |
|                |              |                                   |
| 16             |              | Snow White Wendy                  |
|                |              |                                   |
| 17             |              | John Can't Sleep                  |
|                |              |                                   |
| 18             |              | Tootles the Brave                 |
|                |              |                                   |
| 19             |              | Hook's Cloak                      |
|                |              |                                   |
| 20             |              | Wendy Vanishes                    |
|                |              |                                   |
| 21             |              | Wendy Captured                    |
|                |              |                                   |
| 22             |              | Hook's Secret Weapon              |
|                |              |                                   |
| 23             |              | Rain Giant                        |
|                |              |                                   |
| 24             |              | Escape in the Valley of the Elves |
|                |              |                                   |
| 25             |              | Tinkerbell Returns                |
|                |              |                                   |
| 26             |              | The Magic Amulet                  |
|                |              |                                   |
| 27             |              | Don Malaprop                      |
|                |              |                                   |
| 28             |              | Satan’s Bracelet                  |
|                |              |                                   |
| 29             |              | To Fly                            |
|                |              |                                   |
| 30             |              | Fire Lake                         |
|                |              |                                   |
| 31             |              | Peter Can't Fly                   |
|                |              |                                   |
| 32             |              | The White Castle                  |
|                |              |                                   |
| 33             |              | Rascal                            |
|                |              |                                   |
| 34             |              | Ghost Train                       |
|                |              |                                   |
| 35             |              | Key to the Black Mirror           |
|                |              |                                   |
| 36             |              | The Stone Idol                    |
|                |              |                                   |
| 37             |              | Path to the Castle                |
|                |              |                                   |
| 38             |              | Hook Attacks                      |
|                |              |                                   |
| 39             |              | New Sorceress                     |
|                |              |                                   |
| 40             |              | Neverland in Danger               |
|                |              |                                   |
| 41             |              | Return Home                       |
|                |              |                                   |